# The Dangerous Flirt
Pour plus de détails, voir Fiche technique et Distribution.
The Dangerous Flirt est un film américain réalisé par Tod Browning, sorti en 1924.

## Synopsis
Sheila Fairfax est élevée par une tante puritaine et vieux jeu. Le capitaine Ramon Jose la pousse à se fiancer avec lui mais elle rompt son engagement. Dick Morris, un ingénieur des mines, l'enlève galamment et ils se marient. La formation puritaine de Sheila fait d'elle une proie facile pour les peurs lors de sa nuit de noces. Dick prend sa timidité pour du dégoût et la quitte. Elle le suit en Amérique du Sud où ils deviennent les invités de Don Alfonso, l'oncle de Ramon Jose. Le Don et José se disputent les faveurs de la jeune femme et au cours d'une bagarre, José est tué par son oncle. Dick doit affronter un peloton d'exécution sous les ordres du Don mais Sheila le sauve par une ruse et ils s'échappent, heureux d'être réunis.

## Fiche technique
- Titre : The Dangerous Flirt
- Réalisation : Tod Browning
- Scénario : Julie Herne et Richard Schayer
- Photographie : Lucien N. Andriot et Maynard Rugg
- Pays d'origine : États-Unis
- Format : Noir et blanc - 1,33:1 - Film muet
- Genre : romance
- Date de sortie : 1924

## Distribution
- Evelyn Brent : Sheila Fairfax
- Edward Earle : Dick Morris
- Sheldon Lewis : Don Alfonso